# Izsák-Ndiaye Rita
Izsák-Ndiaye Rita, születési nevén Izsák Rita (Szekszárd, 1980–) kisebbségvédelemre szakosodott független emberi jogi szakértő, korábban az ENSZ kisebbségi ügyekkel foglalkozó különleges jelentéstevője (2011–2017); 2018 és 2021 között az ENSZ Faji Megkülönböztetés Felszámolásával Foglalkozó Bizottságának tagjaként dolgozott. Jelenleg az ENSZ Fejlesztési Ügynökségének (UNDP) rasszizmus elleni vezető tanácsadója.

## Élete és pályafutása
Óvónő édesanyja cigány származású, tévészerelő édesapja felvidéki magyar. Származása miatt sokszor érte diszkrimináció, az általános iskola végén azt javasolták neki, hogy szakközépiskolába vagy gyengébb gimnáziumba felvételizzen, de erre nem volt hajlandó, és a környék egyik legjobb gimnáziumát, a pécsi Nagy Lajos Gimnáziumot választotta. A Pázmány Péter Katolikus Egyetem jogi karán folytatta tanulmányait. Joghallgatóként az Országimázs Központban kezdett dolgozni, de a főnöke felmondott neki a bőrszíne miatt. Ez erősítette meg benne az elhatározást, hogy kisebbségi jogokkal foglalkozzon.
Az egyetem elvégzését követően az Európai Roma Jogok Központjában kapott munkát jogi kutatóként, aztán kommunikációs főmunkatárs lett. Az ENSZ-ben tanácsadóként dolgozott, Szomáliában jogot tanított és egy fiatalokkal foglalkozó alapítványt képviselt. Ezután diplomataként dolgozott az Európai Biztonsági és Együttműködési Szervezetnél Bosznia-Hercegovinában, majd a Közigazgatási és Igazságügyi Minisztérium Társadalmi Felzárkózásért Felelős Államtitkárságának lett a kabinetfőnöke. A Tom Lantos Intézet első igazgatója volt. 2011 és 2017 között az ENSZ kisebbségi ügyekkel foglalkozó különleges jelentéstevője volt. 2018 és 2022 között az ENSZ Faji Megkülönböztetés Felszámolásával Foglalkozó Bizottságának tagjaként dolgozott. 2021 és 2022 között az Európai Biztonsági és Együttműködési Szervezet (EBESZ) gyermekekért és biztonságért felelős személyes képviselője volt.
Egyedülálló, Szenegálban él, két gyermekével.